# Heliconius xanthocles
Espèce
Heliconius xanthocles est un insecte lépidoptère appartenant à la famille des Nymphalidae, à la sous-famille des Heliconiinae et au genre Heliconius.

## Historique et dénomination
L'espèce Heliconius xanthocles a été décrit par l'entomologiste britannique Henry Walter Bates en 1862. La localité type est la Guyane française.

## Taxinomie
Sous-espèces,.
- Heliconius xanthocles xanthocles; présent en  en Guyana
- Heliconius xanthocles buechei Neukirchen, 1992; présent au Venezuela.
- Heliconius xanthocles cleoxanthe H. & R. Holzinger, 1972; présent au Venezuela.
- Heliconius xanthocles donatia Fruhstorfer, 1910; présent au Brésil.
- Heliconius xanthocles explicata Brown, 1976; présent en Colombie.
  - Heliconius xanthocles explicata forme latior Neustetter, 1932
  - Heliconius xanthocles explicata forme paranympha Stichel, 1923
- Heliconius xanthocles hippocrene Holzinger & Brown, 1982; présent en Bolivie.
- Heliconius xanthocles melete C et R Felder, 1865 ; présent en Colombie.
  - Heliconius xanthocles melete forme fassli Neustetter, 1932;
  - Heliconius xanthocles melete forme flavosia Kaye, 1920
- Heliconius xanthocles melior Staudinger, 1897; présent au Pérou.
- Heliconius xanthocles mellitus Staudinger , 1897; présent au Pérou.
- Heliconius xanthoclesnapoensis Holzinger & Brown, 1982; présent en Équateur
- Heliconius xanthocles paraplesius Bates, 1867; présent au Brésil.
- Heliconius xanthocles quindecim Lamas, 1976; présent au Pérou.
- Heliconius xanthocles rindgei Holzinger & Brown, 1982; présent en Colombie.
- Heliconius xanthocles similatus Zikán, 1937; présent au Brésil.
- Heliconius xanthocles vala Staudinger, 1885; présent en Guyane.
- Heliconius xanthocles zamora Holzinger & Brown, 1982; présent en Équateur

## Description
C'est un grand papillon d'une envergure variant de 65 mm à 80 mm aux ailes allongées et arrondies de couleur marron et orange. Les ailes antérieures sont marron avec une partie basale orange et la partie marron est coupée d'une barre partielle jaune pâle ou d'une flaque jaune pâle. Les ailes postérieures sont marron avec des lignes orange allant de la partie basale à la marge.
Le revers est semblable mais moins coloré.

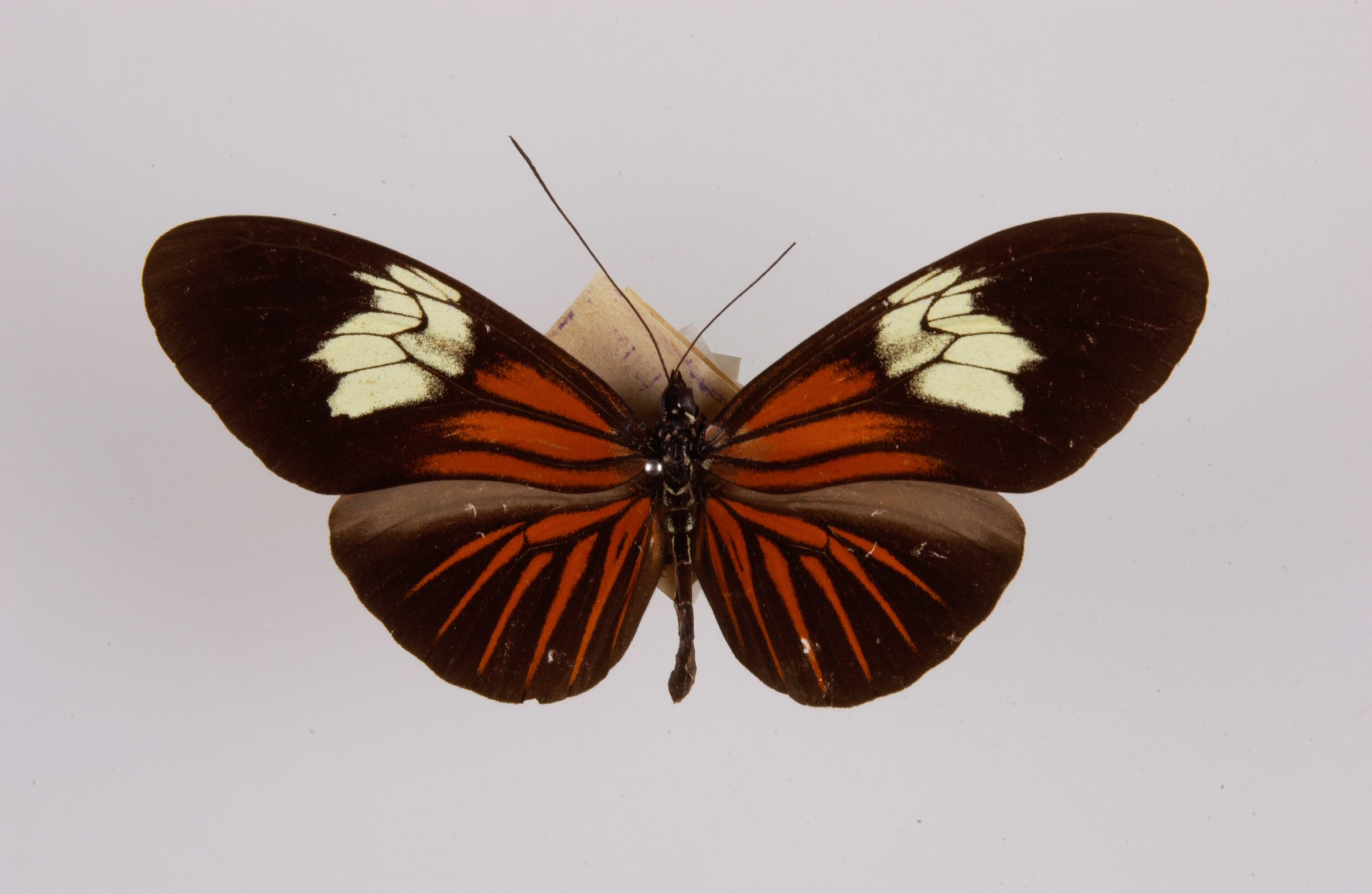
Heliconius xanthocles melote
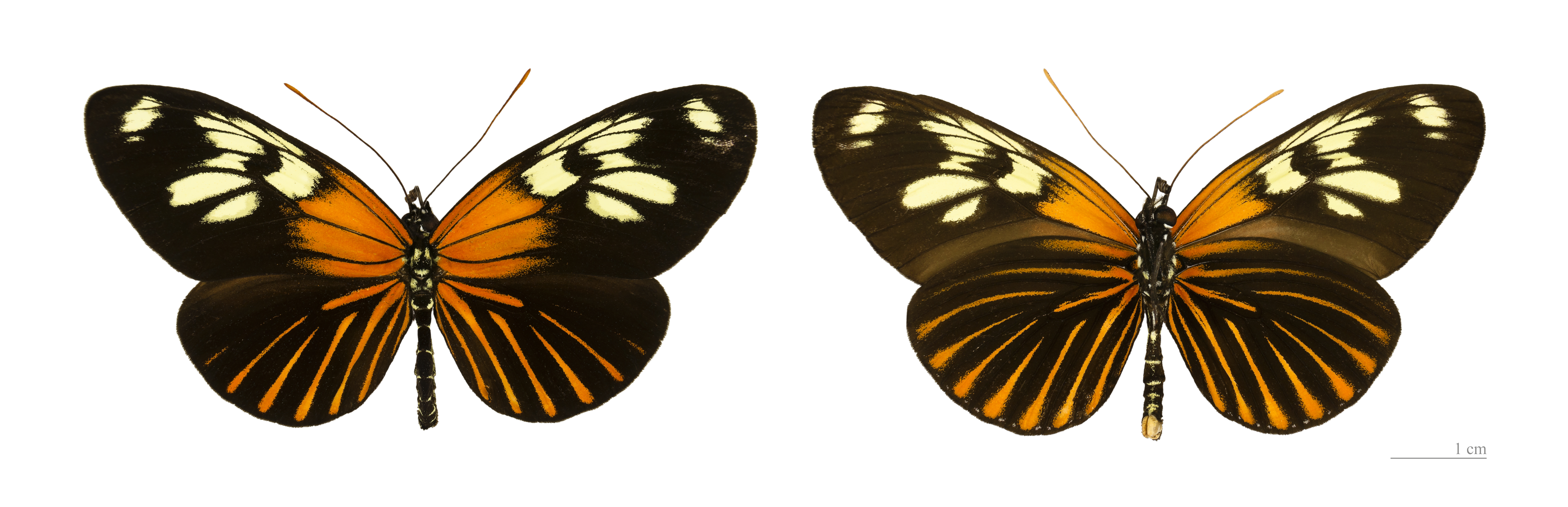
Heliconius xanthocles vala

### Chenille
La chenille, rayée jaune et noir à tête noire possède des cornes noires.

## Biologie

### Plantes hôtes
Les plantes hôtes de sa chenille sont des Gradanilla (Passifloraceae).

## Écologie et distribution
Il est présent en Guyane, en Guyana, en Équateur, au Venezuela, en Bolivie, en Colombie, au Brésil et au Pérou.

### Biotope
Il réside dans la canopée de la forêt tropicale.